# Huang Kun
Huang Kun (chiń. 黄昆, pinyin: Huáng Kūn, ur. 2 września 1919 w Pekinie, zm. 6 lipca 2005 w Pekinie) – chiński fizyk.

## Życiorys
Ukończył studia na wydziale fizycznym uniwersytetu Yanjing (Yenching) w Pekinie, kontynuował studia w Anglii - na University of Bristol (1945-1948, obronił doktorat) i University of Liverpool (1949-1951). Od 1951 był profesorem Uniwersytetu Pekińskiego, w 1977 przeszedł na stanowisko dyrektora Instytutu Półprzewodników Chińskiej Akademii Nauk; wraz z odejściem na emeryturę (1983) otrzymał tytuł honorowego dyrektora tego instytutu. W 1955 został najmłodszym ówcześnie członkiem Chińskiej Akademii Nauk. W 1980 na członka zagranicznego powołała go Królewska Szwedzka Akademia Nauk, od 1985 był członkiem Akademii Nauk Krajów Rozwijających Się. W latach 1987–1991 pełnił funkcję przewodniczącego Chińskiego Towarzystwa Fizycznego.
Uczestniczył w życiu publicznym ChRL, działał w jednej z tzw. partii demokratycznych - Stowarzyszeniu Naukowym Trzeciego Września. Przez cztery kadencje zasiadał w Stałym Komitecie Narodowego Komitetu Ludowej Politycznej Konferencji Konsultacyjnej Chin, organu doradczego władz chińskich.
W pracy naukowej specjalizował się w fizyce ciała stałego i półprzewodników. Był pionierem chińskich badań w tych dziedzinach. W pracach nad teorią sieci krystalicznej współpracował z Maxem Bornem. Został wyróżniony wieloma prestiżowymi nagrodami naukowymi w ChRL, m.in. Najwyższą Narodową Nagrodą Naukową i Technologiczną (2002).